# Bertil Daggfeldt
Sven Daniel Bertil Daggfeldt, född 15 augusti 1933 i Lövestads församling i Malmöhus län, död 4 januari 2020 i Maria Magdalena distrikt i Stockholm, var en svensk militär.

## Biografi
Daggfeldt avlade studentexamen i Uppsala 1952. Han avlade sjöofficersexamen vid Sjökrigsskolan 1955 och utnämndes samma år till fänrik i flottan, där han befordrades till löjtnant 1957. Några av hans tidiga kommenderingar var som fänrik på HMS Gotland under långresa och som fartygschef på mindre minsvepare samt tjänstgöring vid Arméns gymnastik- och idrottsskola och Pressdetaljen vid Marinstaben. Sedan följde utbildning inom ubåtsvapnet: vapenofficersskola och tjänstgöring på sju ubåtar.[källa behövs] Från 1960 tjänstgjorde han vid Underrättelseavdelningen på Marinstaben. Han befordrades till kapten 1964. Åren 1964–1966 gick han Stabskursen vid Militärhögskolan, varefter han var fartygschef på ubåten Vargen. Han studerade vid École supérieur de guerre navale i Paris 1967–1968, gick Cours Supérieure interarmées 1968–1969 och var flaggadjutant i Flaggen 1969–1970.[källa behövs] Han befordrades till kommendörkapten kommendörkapten av andra graden 1969, var lärare i strategi[källa behövs] vid Militärhögskolan 1970–1974 och befordrades till kommendörkapten av första graden 1971. Åren 1974–1977 var han adjutant hos överbefälhavaren och 1977–1978 fartygschef på Älvsnabben under dess långresa via västra Afrika till Brasilien, Västindien och USA. År 1978 befordrades han till kommendör, varpå han var chef för 1. ubåtsflottiljen 1978–1981. Därefter var han souschef vid staben i Nedre Norrlands militärområde 1981–1983, befordrad till kommendör av första graden 1982, och stabschef i samma militärområde 1983–1989. Daggfeldt var chef för Västkustens marinkommando 1989–1991.
Daggfeldt var adjutant åt Carl XVI Gustaf, först 1968–1973 när denne var kronprins och därefter fortsatt 1973–1978 efter tronbestigningen. Därefter var han kungens överadjutant 1978–1992, kammarherre och vice ceremonimästare från 1995 och ceremonimästare 1999–2002.[källa behövs] Åren 1992–1995 var han generalsekreterare för Allmänna försvarsföreningen. Han skrev manuset till filmen Marinen (1977).[källa behövs]
Bertil Daggfeldt invaldes 1974 som ledamot av Kungliga Örlogsmannasällskapet. I sitt inträdesanförande föreslog han en expedition med en svensk isbrytare till Arktis 100 år efter Vegaexpeditionen. Ett av förslagen till forskningsprojekt var ”Klimatologiska förändringar genom människans påverkan på miljön”. År 1980 genomfördes den internationella forskningsexpeditionen Ymer 80 med isbrytaren Ymer. Han invaldes 1980 som ledamot av Kungliga Krigsvetenskapsakademien. Daggfeldt är begravd på Danmarks kyrkogård.

### Utmärkelser
- Riddare av första klass av Svärdsorden (6 juni 1972).[10]
- Kommendör av Argentinska Majorden (4 juni 1998).[11]
- Kommendör av Isländska falkorden (10 juni 1975).[12]
- Kommendör av Norska Sankt Olavs orden (1 juli 1982).[13]